# Puccinia rigensis
Puccinia rigensis är en svampart som beskrevs av Bucholtz 1905. Puccinia rigensis ingår i släktet Puccinia och familjen Pucciniaceae.   Inga underarter finns listade i Catalogue of Life.